# Ophain-Bois-Seigneur-Isaac
Ophain-Bois-Seigneur-Isaac is  een deelgemeente van Eigenbrakel van de Belgische provincie Waals-Brabant. Ze bestaat uit de dorpen Bois-Seigneur-Isaac en Ophain. Door de deelgemeente loopt de rivier de Hain.

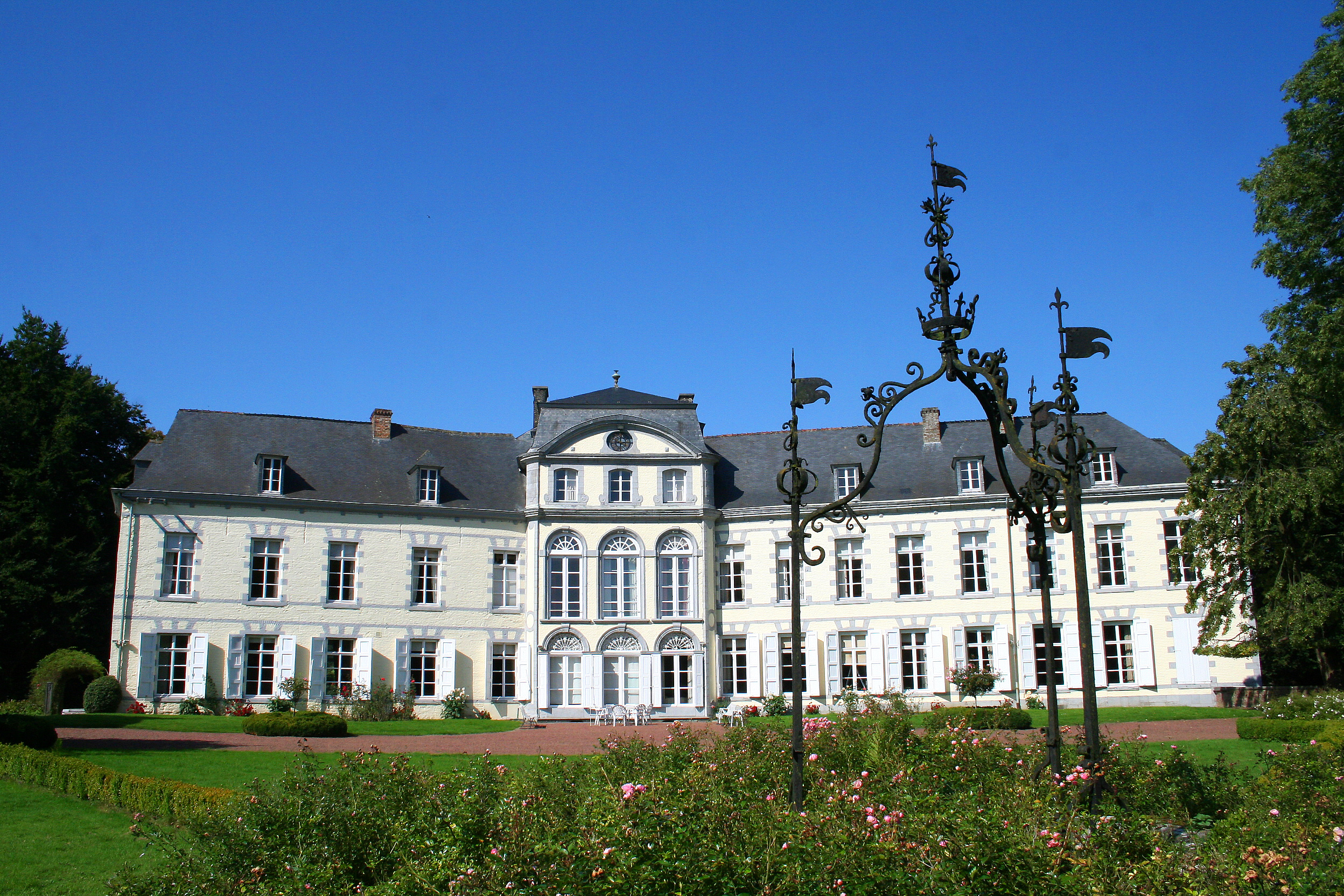
Het kasteel van Bois-Seigneur-Isaac (1737).

## Geschiedenis
Ophain hing gedeeltelijk af van het hertogdom Brabant en gedeeltelijk van het graafschap Henegouwen, onder de kasselrij 's-Gravenbrakel. Bois-Seigneur-Isaac behoorde tot de Kasselrij 's-Gravenbrakel. De Ferrariskaart uit de jaren 1770 toont deze toestand, met in het noorden het dorp Ophain in het Hertogdom Brabant en in het zuiden Bois Seig.r Isaac op het grondgebied van de Kasselrij 's-Gravenbrakel.
Op het eind van het ancien régime werden beide plaatsen een gemeente. Bij keizerlijk decreet van 1811 werden de twee afzonderlijke gemeenten alweer opgeheven en samengevoegd. De nieuwe gemeente, die toen een duizendtal inwoners telde en een oppervlakte had van 1400 ha, bleef fungeren tot ze in 1977 een deelgemeente werd van Eigenbrakel.

## Bezienswaardigheden
Het kasteel van Bois-Seigneur-Isaac heeft in de XVIIIde eeuw het middeleeuwse slot vervangen, dat nog had toebehoord aan de familie van Sint-Aldegonde. Toen het goed einde van de XVIIIde eeuw behoorde aan de familie Cornet de Grez, heren van Dworp, werd het huidige kasteel gebouwd. Door huwelijk van een dochter uit deze familie werd het bezit van de oudste tak van de familie Snoy et d'Oppuers die er zijn familiecentrum van maakte.

## Demografische ontwikkeling
- Bronnen:NIS, Opm:1831 tot en met 1970=volkstellingen, 1976= inwonersaantal op 31 december

## Politiek
De laatste burgemeester van de zelfstandige gemeente was Jean-Charles Snoy et d'Oppuers.